# Бріанна Фруан
Бріанна Фруан (нар. 18 травня 1998 р.) — активістка та захисниця навколишнього середовища Самоа; студентка Оклендського університету.

## Біографія
Народилася в Окленді, Нова Зеландія, вона стала однією із засновниць організації 350 Samoa та лідеркою екологічної групи Future Rush у віці 11 років. Future Rush і 350 Samoa здійснюють різні проєкти, щоб допомогти боротися зі зміною клімату та сприяти сталому розвитку через програми інформування, щоб поширити інформацію серед шкіл і громад Самоа та регіону. У 2011 році від імені Moving Planet Samoa вона організувала ще одну екологічну акцію. Прогулянка, яка привернула більше 100 людей до поширення обізнаності про зміну клімату в Самоа та у всьому світі.
Вона брала участь у дитячих конференціях ЮНЕП у Кореї та Японії 2009—2010. Вона взяла участь у саміті Ріо+20 як амбасадорка тихоокеанської молоді та була частиною команди PACMAS Pacific Media як молодіжна репортерка. Її новини та щоденні блоги були розміщені на Samoa Observer. Це було великою честю для Бріанни, оскільки вона була однією з наймолодших людей, які відвідали саміт Ріо+20.
Протягом своїх 5 років Фруан провела ряд доповідей щодо зміни клімату і виявила себе прихильницею впливу на зміну клімату. Вона відвідувала школи та навчала дітей та молоді (дошкільного віку до 13 років) про зміну клімату, що походить від учня їхнього віку, і надає їм можливість бути агентами змін.
У 2011 році на конференції ООН з малих острівних держав, що розвиваються, в Апіа, Самоа, як представниця молоді ILO та в рамках Асоціації молодих жінок-християн. Під час конференції вона була визнана яскравою плямою Global Island Partnership.
Бріанна завжди працює над різними кампаніями, щоб зупинити зміну клімату та залучити дітей її віку, використовуючи навчання «рівний-рівний». Коли вона відвідує екологічні саміти, вона говорить про перспективи молоді та висловлює свою стурбованість впливом зміни клімату; потребою в розвитку з низьким вмістом вуглецю, водночас урівноважуючи те, що Самоа має розвиватись як самодостатня країна, і як це впливає на Тихоокеанський регіон і життя дітей.
Бріанна була названа переможицею Молодіжної премії Співдружності Тихоокеанського регіону на церемонії вручення премії Commonwealth Youth Awards 2015. У 16 років пані Фруан стала наймолодшою лауреаткою молодіжної премії Співдружності.
На знак визнання її досягнень у збереженні навколишнього середовища Тихого океану Бріанна була обрана SPREP своєю першою амбасадоркою молоді. Вона є першою одержувачкою програми SPREP Youth Ambassador, яка надалі розвиватиме та посилюватиме голос молоді в Тихоокеанському регіоні щодо ключових проблем навколишнього середовища та зміни клімату. У своїй першій офіційній діяльності вона відвідала семінар регіональної стійкості до зміни клімату та її наслідків з 23 по 27 квітня в Новій Каледонії.
Бріанна була основною доповідачкою на Берлінському діалозі енергетичного переходу 16 березня 2021 року разом з іншими відомими світовими лідерами та лідерками. У листопаді 2021 року вона виступила на Конференції ООН зі зміни клімату 2021 року.